# Автошлях E30

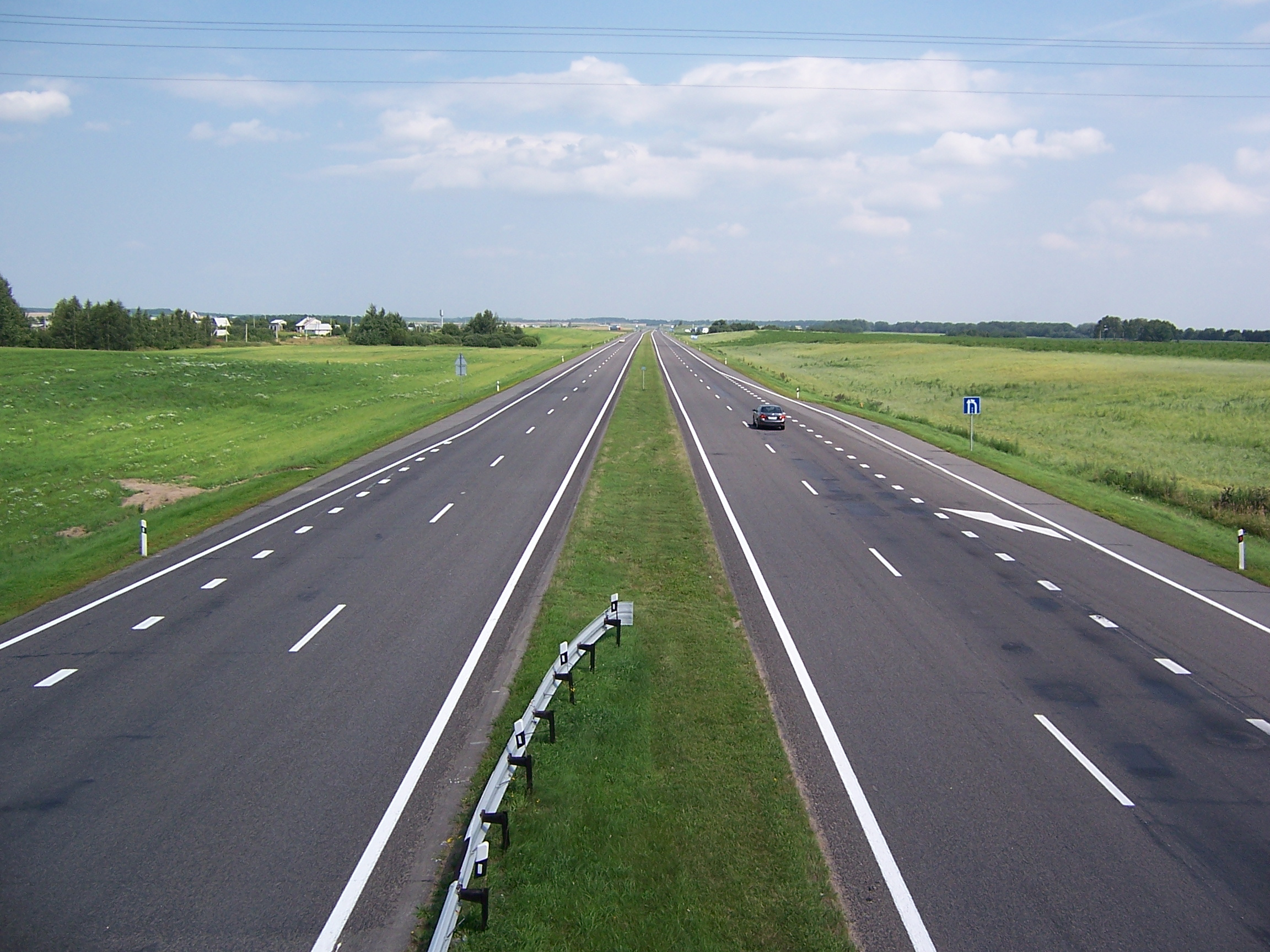
E30 в Білорусі

Європейський маршрут E30 — європейський автомобільний маршрут від ірландського порту Корк до Омська в Росії.
Основні пункти маршруту: Корк — Вексфорд — Суонсі — Кардіфф — Ньюпорт — Бристоль — Лондон — Гаага — Утрехт — Амерсфорт — Генгело — Оснабрюкк —  Мелле — Ганновер — Магдебург — Берлін — Франкфурт-на-Одері — Познань — Варшава — Берестя — Мінськ — Москва — Рязань — Пенза — Сизрань — Жигульовськ — Тольятті — Уфа — Міас — Челябінськ — Курган — Петропавловськ — Омськ.